# Joaquín de Mosquera
Joaquín de Mosquera (14 de dezembro de 1787 – 4 de abril de 1878) foi um político colombiano, sendo por duas vezes Presidente da Colômbia. Ele também serviu como embaixador da Colômbia na Argentina, Chile e Peru, com o propósito de criar uma unidade entre as nações sul-americanas. 